# Pagodulina tschapecki
Pagodulina tschapecki is een slakkensoort uit de familie van de Orculidae. De wetenschappelijke naam van de soort is voor het eerst geldig gepubliceerd in 1876 door Gredler.